# Astrid Carolina Herrera Irrazábal
Astrid Carolina Herrera Irrazábal (ur. 23 czerwca 1963 w Caracas) – wenezuelska aktorka telewizyjna i była królowa piękności. Jako oficjalna przedstawicielka Wenezueli wygrała konkurs Miss World 1984, który odbył się w Londynie w Wielkiej Brytanii, stając się trzecią kobietą ze swojego kraju, która zdobyła tytuł.

## Filmografia
- 1987-1988: Mi amada Beatriz jako Estefanía
- 1988-1989: Alma mía jako Alma Mía
- 1988-1989: Abigaíl jako Amanda Riquelme
- 1989: La pasión de Teresa jako Teresa De Jesús Velasco
- 1990: Emperatriz jako Endrina Lander / Eugenia Sandoval
- 1992: La loba herida jako Isabel Campos / Álvaro Castillo / Lucero Gitano
- 1992: Las dos Dianas jako Jimena
- 1992: Divina obsesión jako Altaír Terán Pantoja
- 1993-1994: Morena Clara jako Clara Rosa Guzmán / Clara Rosa „Morena Clara” Andara
- 1995-1996: El manantial jako Eva María Sandoval
- 2000-2001: Amantes de luna llena jako Perla „La Perla” Mujica
- 2001-2002: Secreto de amor jako Yesenia Roldán
- 2002: Kobieta Judasz (La mujer de Judas) jako Altagracia del Toro
- 2003: Engañada jako Yolanda
- 2004-2005: Sabor a ti jako Raiza Alarcón de Lombardi
- 2007-2008: Arroz con leche jako Abril Lefebvre
- 2011: La viuda joven jako Ivana Humboldt de Calderón